# In the Lost Lands
In the Lost Lands är en amerikansk äventyrs- och actionfilm som hade världspremiär den 27 februari 2025. Filmen är regisserad av Paul W.S. Anderson, och baserad på George R.R. Martins novell med samma namn. Filmen hade biopremiär i USA den 6 mars 2025.

## Handling
En trollkvinna vid namn Gray Alys reser till de förlorade länderna på jakt efter en magisk kraft som gör att en person kan förvandlas till en varulv.

## Rollista (i urval)
- Dave Bautista – Boyce
- Milla Jovovich – Gray Alys
- Arly Jover – Ash
- Amara Okereke – Melange
- Simon Lööf – Jerais
- Deirdre Mullins – Mara
- Sebastian Stankiewicz – Ross
- Ian Hanmore – The Stranger
- Caoilinn Springall